# Wenig Chancen für morgen
Wenig Chancen für morgen (Originaltitel: Odds Against Tomorrow) ist ein in Schwarzweiß gedrehter Film noir von Robert Wise aus dem Jahr 1959. Das Drehbuch entstand nach dem Roman Von Angst gepeitscht des Schriftstellers William P. McGivern.

## Handlung
Um seinen Ruhestand angemessen finanzieren zu können, plant der unehrenhaft aus dem Dienst entlassene New Yorker Polizist Dave Burke einen Bankraub in einem nahegelegenen Provinzstädtchen. Da er seinen Plan allein nicht umsetzen kann, versucht er, zwei Komplizen dafür zu gewinnen: den rassistischen Ex-Sträfling Earl Slater, der wegen Totschlags im Gefängnis war, und den jungen puerto-ricanischen Jazzmusiker Johnny Ingram, der sich bei Pferdewetten hoch verschuldet hat. Als Slater erkennt, dass es sich bei Ingram um einen Schwarzen handelt, lehnt er zunächst ebenso ab wie auch Ingram, der mit der Sache generell nichts zu tun haben will. Als Ingrams Gläubiger aber auf Burkes Betreiben hin Ingrams kleine Tochter bedrohen, willigt dieser schließlich doch ein. Und auch der impulsive Slater, der es nicht länger ertragen kann von seiner Freundin Lorry ausgehalten zu werden, überlegt es sich anders. Doch aufgrund von Slaters Rassismus scheitert der Bankraub auf tragische Weise.

## Hintergrund
Der Film startete am 15. Oktober 1959 in den Kinos der USA. In Deutschland kam er am 29. Januar 1960 in die Kinos.
Filmhistorisch gilt Wenig Chancen für morgen je nach Lesart als letzter Film der klassischen Ära des Film noir oder als erster „Neo-Noir“.
Autor Abraham Polonsky war als eines der prominentesten Opfer der Kommunistenjagd der McCarthy-Ära in Hollywood mit Berufsverbot belegt. Das Drehbuch zu Wenig Chancen für morgen verfasste er darum unter dem Namen John O. Killens, einem schwarzen Romanautor und Freund Harry Belafontes.

## Kritik
„Spannender, perfekt inszenierter Thriller, der an Vorbilder aus der ‚Schwarzen Serie‘ Hollywoods anknüpft. Die Einbeziehung des Rassenproblems dient zwar vornehmlich dazu, die Uneinigkeit der Verbrecher in einer neuen Genre-Variante zu motivieren, doch die psychologischen Akzente sind durchaus geschickt gesetzt und verdichten sich zur sozialen Anklage.“

„Wenig Chancen für morgen ist ein sehr spätes und sehr gelungenes Beispiel des Noir-Genres.“